# Libération de Nancy
Pour l’article homonyme, voir Bataille de Nancy.
Seconde Guerre mondiale
Batailles
France
- Paddle
- Fusilade
- Astonia
- Dunkerque
- Wellhit
- Undergo
- Nancy
- Arracourt
- Metz (Fort Driant)

Belgique
- Moerbrugge
- Geel
- Escaut

Pays-Bas
- Market Garden
- Overloon
- Broekhuizen

Allemagne
- Forêt de Hürtgen
- Aix-la-Chapelle
- Colline du Crucifix
- Clipper
- Queen

- Corse
- Limousin
- Ain et Haut-Jura
- Les Glières
- Ascq
- Division Brehmer
- Mont Mouchet
- Opérations SAS en Bretagne
- Bataille de Normandie
- Guéret
- Brigade Jesser
- Cornil
- 1er Tulle
- 2e Tulle
- Argenton-sur-Creuse
- Oradour-sur-Glane
- 1er Ussel
- Saint-Marcel
- Saffré
- Mont Gargan
- Vercors
- Penguerec
- Lioran
- Égletons
- 2e Ussel
- Débarquement de Provence
- Port-Cros
- La Ciotat
- Toulon
- Martigues
- Marseille
- Nice
- Rennes
- Saint-Malo
- Brest
- Paris
- Mont-de-Marsan
- Montélimar
- Maillé
- Écueillé
- La Saulx
- Meximieux
- Nancy
- Colonne Elster
- Dunkerque
- Arracourt
- Saint-Nazaire
- Lorient
- Metz
- Royan et de la pointe de Grave
- Campagne de Lorraine
- Colmar

Front d'Europe de l'Ouest
Front d'Europe de l'Est
Campagnes d'Afrique, du Moyen-Orient et de Méditerranée
Bataille de l'Atlantique
Guerre du Pacifique
Guerre sino-japonaise
La libération de Nancy le 15 septembre 1944 est un fait marquant de la campagne de Lorraine, menée par la troisième armée américaine à la fin de la Seconde Guerre mondiale.

## Contexte historique
La campagne de Lorraine commence le 1er septembre 1944 et se termine le 18 décembre 1944. Quand la IIIe armée américaine tente de prendre la ville de Nancy, elle connaît alors une grave pénurie de carburant. Cette pénurie, due à l'allongement des lignes de ravitaillement et à la dispersion des unités entre la Normandie (VIIIe corps) et la Lorraine (XIIe et XXe corps), avait stoppé pendant près de cinq jours la IIIe armée dans le secteur de la Meuse. Les défenseurs allemands, présents en Lorraine, avaient profité de ce répit inespéré pour renforcer leurs positions et réarmer notamment les forts de Metz et de la Moselstellung.
Tandis que le XXe corps plus au nord était chargé de prendre la ville de Metz, la prise de Nancy était assignée au XIIe corps d'armée. Quand le XIIe corps commença à progresser vers Nancy, il n'était pas encore pleinement opérationnel. En effet, la 35e division d'infanterie des États-Unis gardait encore le flanc sud de la IIIe armée, en attendant de faire la liaison avec le VIe corps d'armée de la 7e armée américaine. Seules la 4e division blindée des États-Unis et la 80e division d'infanterie des États-Unis étaient disponibles et opérationnelles.

## Forces américaines
U.S. XII Corps - Manton Eddy
- U.S. 4th Armored Division - John Shirley Wood
- U.S. 35th Infantry Division - Paul Baade
- U.S. 80th Infantry Division - Horace McBride

## Forces allemandes
Éléments blindés
- restes de la 21e Panzerdivision
- restes de la 11e Panzerdivision
- 106e Panzer-Brigade Feldherrnhalle
- 111e Panzer Brigade
- 112e Panzer Brigade
- 113e Panzer Brigade
- 3e Panzergrenadier Division
- 15e Panzergrenadier Division

Infanterie
- 19e Infanterie Division
- 416e Infanterie Division
- 553e Volksgrenadier Division
- 36e Volksgrenadier Division

## La80einfanterietente de sécuriser une tête de pont.

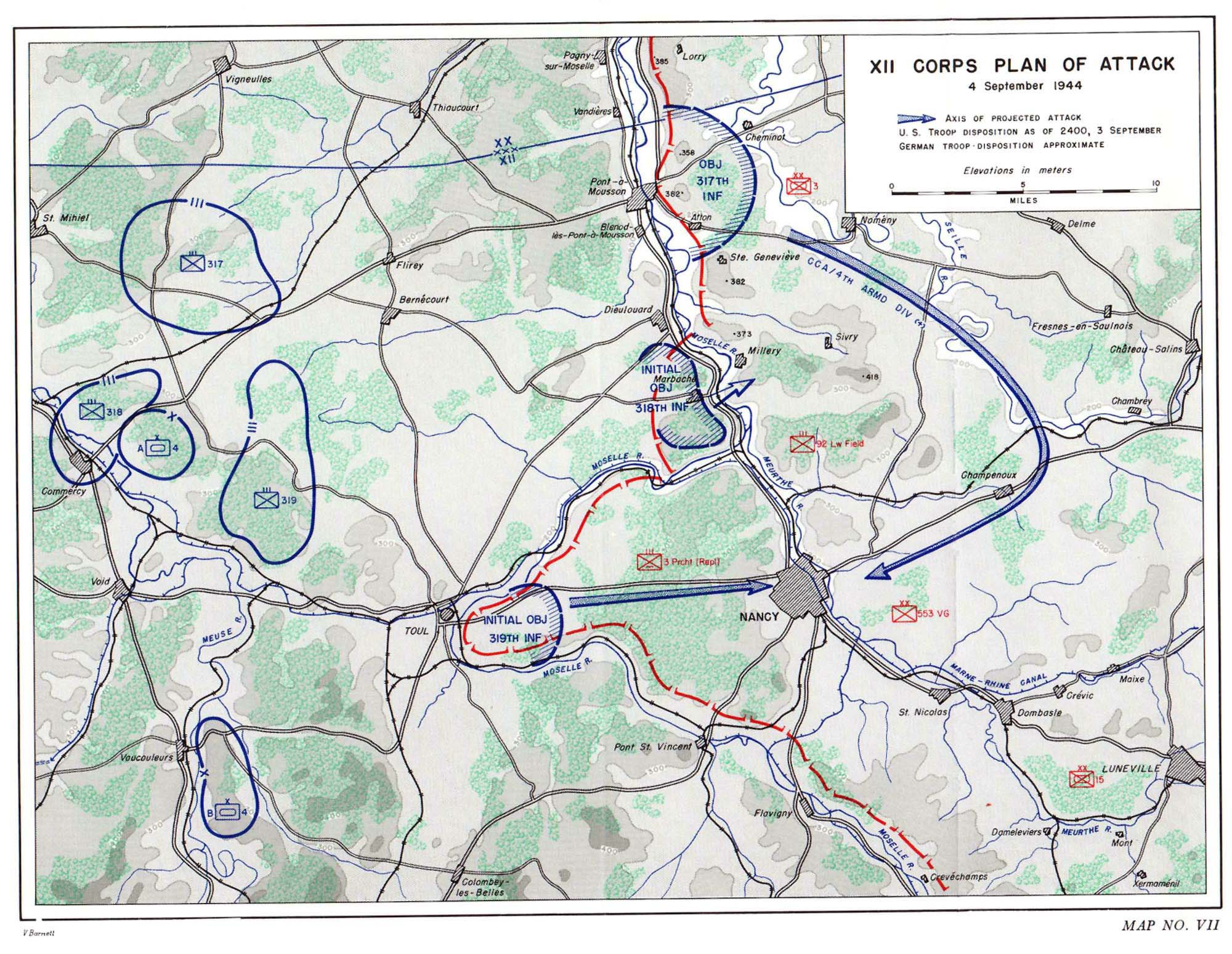
Plans initiaux pour l'assaut de Nancy.

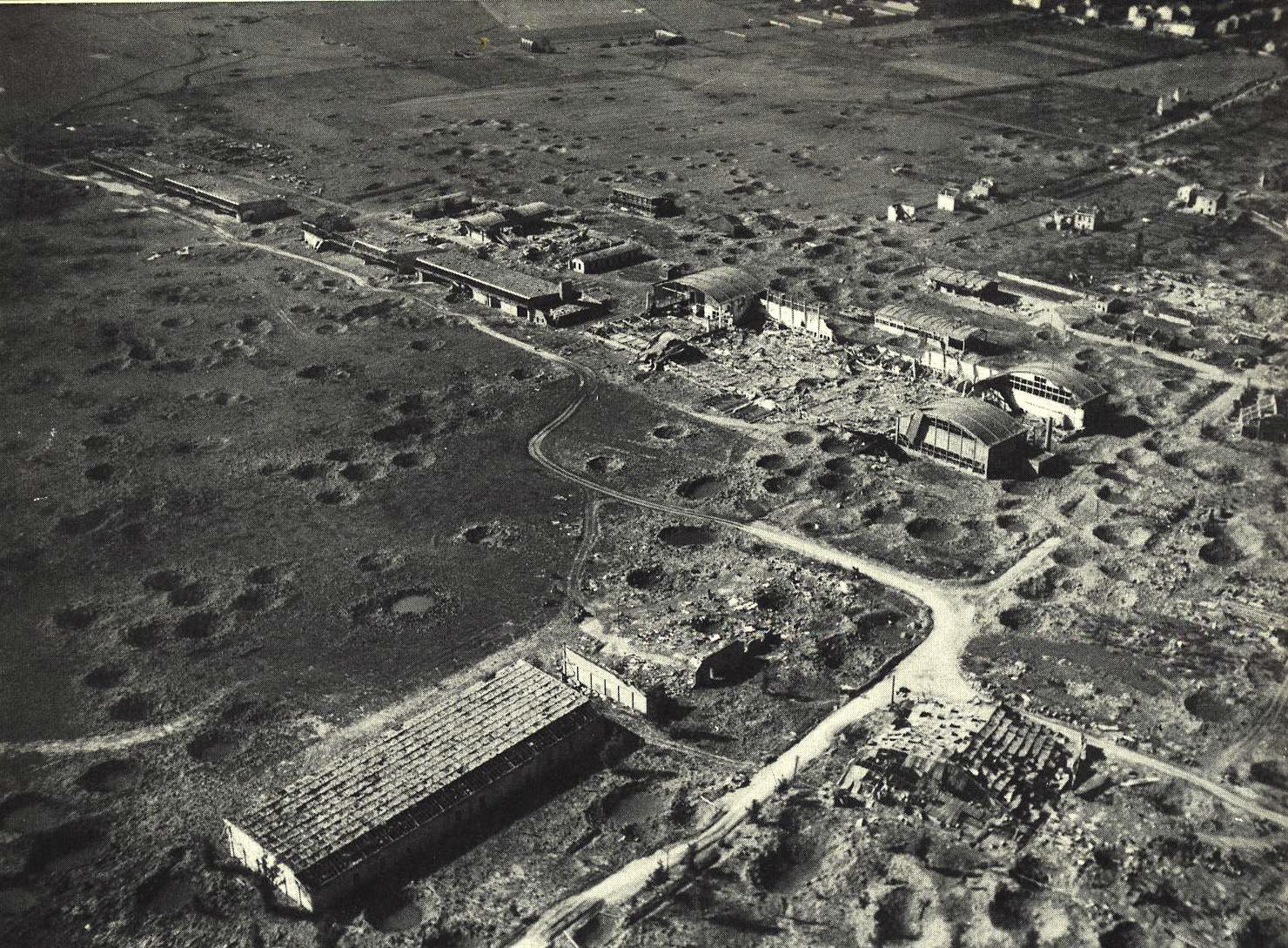
Bombardement tactique de l'aéroport d'Essey le 18 août 1944.

En raison de la difficulté du terrain et du manque de reconnaissance sur la force de l'ennemi, il ne fut pas décidé malgré le risque que le 4e blindé soit engagé dans la capture initiale d'un seul pont, comme cela fut le cas à Commercy. 
Au lieu de cela, la 80e infanterie fut affectée pour fixer trois emplacements de traversée à travers la Moselle : à Pont-à-Mousson avec le 317e régiment d'infanterie, à Toul avec le 319e, et enfin à Marbache avec le 318e. La 4e DBUS balayerait alors autour du nord de Pont-à-Mousson pour assaillir Nancy depuis l'est, alors que l'infanterie de Toul attaquerait de l'ouest. 
À Pont-à-Mousson, les forces américaines sans reconnaissance et bombardements préliminaires d'artillerie, espéraient donc surprendre les forces ennemies. Cependant ceci s'est avéré être une mauvaise décision, en tant que défenseurs les Allemands qui étaient une plus grande force et bien mieux préparés, tenaient le terrain qui leur permettaient d'observer le mouvement des forces américaines à proximité. Les forces américaines tentèrent deux fois de traverser, la première pendant le jour et la seconde la nuit mais les deux tentatives furent facilement repoussées et l'assaut fut rappelé au loin par le général Manton S. Eddy. 
À Marbache, les forces américaines eurent un combat difficile dans les bois pendant qu'elles essayaient de saisir la partie élevée qui commandait les troupes de proximité. Après une bataille longue de deux jours, elles parvinrent à déloger les défenseurs allemands et à capturer la colline mais furent bientôt rejetées par une contre-attaque allemande. 
À Toul, il y avait apparemment plus de succès car la Moselle fut traversée, mais ce fut de courte durée car les défenseurs allemands reculaient simplement jusqu'à atteindre une ligne défensive longue de 16 kilomètres flanquée de deux forts d'où ils pouvaient retenir d'autres avances.

## Seconde tentative

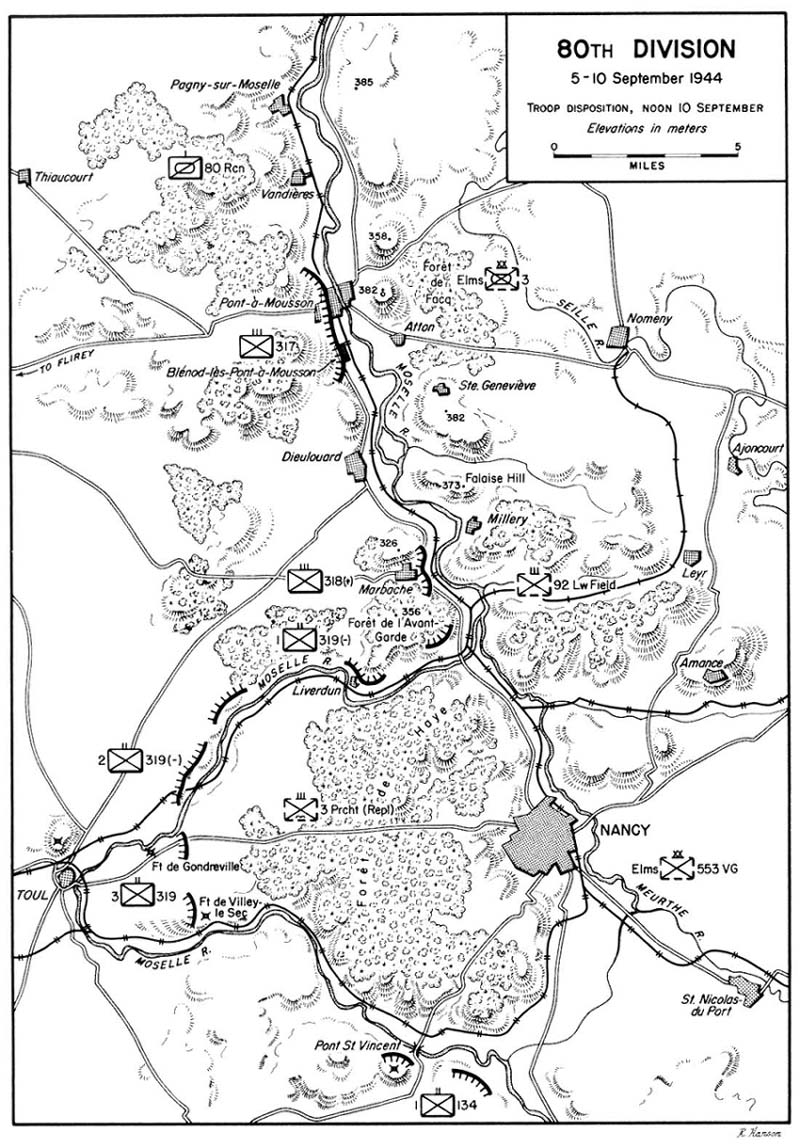
Carte de la bataille de Nancy 5-10 septembre 1944.

Bien que les tentatives initiales de traversée aient en grande partie échoué, vers le 7 septembre, la situation commençait à s'améliorer. Avec la septième armée approchant rapidement et le XVe corps retournant à la troisième armée pour garder le flanc méridional, la 35e DIUS était dès lors disponible pour le prochain assaut. Un nouveau plan fut élaboré et où le quatre-vingtième attaquerait depuis le nord et le trente-cinquième dans le sud avec la 4e Armored Combat Command B (CCB), alors que CCA attendrait en réserve pour exploiter l'un ou l'autre flanc. Ce nouveau plan fut planifié pour prendre effet le 11 septembre.

### Assaut dans le nord de la80einfanterie
Après les résultats médiocres des tentatives de traversées précipitées, un plus grand effort avait été fait pour un assaut coordonné et bien soutenu. Dieulouard, située à environ 7 km au sud de Pont-à-Mousson, avait été choisie comme nouvel emplacement de traversée. Le nouveau plan établissait que le 317e régiment d'infanterie traverserait d'abord et sécuriserait un point à terre, alors que le 318e suivrait et capturerait la partie élevée concentrée sur la colline de Mousson au nord. Un pont lourd serait alors étendu et CCA pourrait frapper et capturer Château-Salins, un centre ferroviaire important dans la région. Puisque le 319e était encore engagé dans le combat à Toul, il ne put pas être engagé dans cet assaut. En raison du terrain formidablement tenu par les forces allemandes, un appui supplémentaire fut appelé en renfort. Le 10 septembre, le IXe bombardier command détruisit un pont à Custines pour empêcher les renforts ennemis dans le secteur de Nancy et frappa la soirée suivante la colline de Mousson. Pour tromper l'ennemi, artillerie et raids aériens furent principalement dirigées sur Pont-à-Mousson.
L'infanterie traversa et prit place le 12 septembre en rencontrant très peu de résistance. L'avance fut si rapide que les éléments de la CCS purent traverser le même jour. La raison de cette facilité était due au fait qu'ils traversèrent dans une région où deux divisions allemandes séparées (la 3e division de Panzer Grenadier et la 553e division de  volksgrenadier) se liaient et étaient très peu présentes. De plus, la plupart des réserves dans la zone avait déjà été envoyées au nord, dans le secteur d'Arnaville pour combattre le XXe corps.
L'assaut allemand pour détruire le pont commença vers midi le 13 septembre et fut initialement réussi puisqu'il dirigea les forces d'infanterie et les fit reculer quasiment jusqu'au pont lui-même. CCA envoya son escadron de reconnaissance de chars légers pour aider et améliorer la situation mais ceux-ci étaient inefficaces contre les mitrailleuses lourdes allemandes. En réponse, le 37e bataillon de chars de la CCA, commandé par le lieutenant-colonel Creighton Abrams, poussa à travers le pont et attaqua les forces allemandes. Cette action donna suffisamment de temps à l'infanterie américaine pour se regrouper ; ensuite l'attaque allemande s'y brûla les ailes. Ce soir-là, le pont fut considéré comme sécurisé et permit à la CCA de traverser et se déplacer vers ses objectifs initiaux.
Le jour suivant, plusieurs contre-attaques allemandes eurent lieu contre la tête de pont américaine mais elles furent toutes de nouveau repoussées par la quatre-vingtième, facilité par des renforts renvoyés du CCA avancé.

### Assaut dans le sud de la35einfanterie
Le 10 septembre, comme le 35e se mettait en position pour commencer leur part de l'assaut, un pont, miné mais intact, fut remarqué à Flavigny. Un bataillon du régiment de la 134e infanterie fut autorisé à assaillir le pont ; bien qu'ils réussirent à le capturer, les renforts ne purent arriver à temps et le pont fut détruit par l'artillerie allemande. Le bataillon lui-même fut décimé par une contre-attaque allemande consécutive. Cette perte empêcha le régiment d'être encore impliqué dans la tentative de fixer un emplacement de traversée ; le jour suivant elle se dirigea à la place assignée pour garder le flanc gauche de Pont-Saint-Vincent. À un endroit, le régiment prit un fort français qui était sujet à un petit assaut allemand stoppé par la suite par l'artillerie et les renforts.
CCB parvint à traverser au niveau de Bainville-aux-Miroirs et près de Bayon. Un large pont fut monté à Bayon cette nuit ; les forces allemandes tentèrent de le détruire mais furent annihilées sur place après avoir été encerclées.
Le 137e régiment d'infanterie parvint aussi à sécuriser un point à Crévéchamps après un détour de huit kilomètres vers le nord et une demi-heure de bombardement d'artillerie. Cependant, ils se trouvèrent rapidement coincés après la traversée mais purent combattre après l'épuisement des forces allemandes par la contre-attaque infructueuse contre le pont de Bayon.

## Encerclement de Nancy

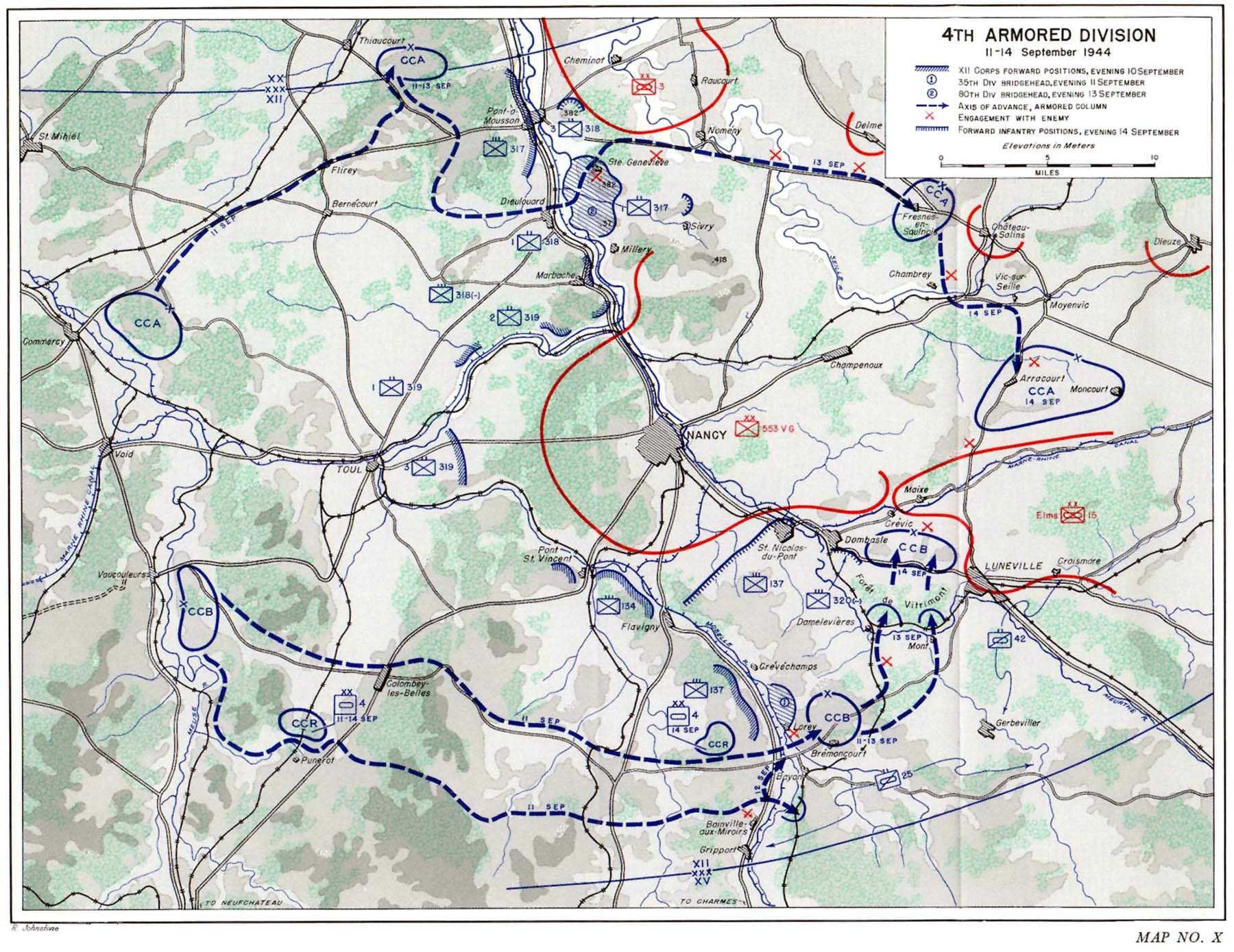
La division armée encercle Nancy.

Après que le 37e bataillon de chars du colonel Abrams eut sécurisé le pont de Dieulouard et repoussé l'ennemi de Sainte-Geneviève, CCA put faire traverser ses forces restantes et fit une avance rapide vers son objectif initial de Château-Salins. Bien qu'il ait été stoppé plusieurs fois afin de neutraliser les forces et barrages de route allemands sporadiques, il avait atteint vers la fin du premier jour Fresnes-en-Saulnois, un village localisé à cinq kilomètres à l'ouest de Château-Salins. Le jour suivant, le 14 septembre, les ordres avaient changé et la CCA devait capturer à la place un point élevé à Arracourt, découpant ainsi les sorties de secours allemandes de Nancy. À leur arrivée dans le secteur, la CCA rencontra et sépara les forces de la 15e Division de grenadier de Panzer avec seulement quelques légères pertes lors de la bataille d'Arracourt. Elle procéda ensuite à son installation en position de défense, orientée vers l'est, duquel elle pouvait harceler les forces allemandes sur la route principale vers Nancy et envoyer les unités avancées à la rencontre des patrouilles de la CCB autour du canal de la Marne au Rhin. Le jour suivant, CCA fut mise au courant des contre-attaques allemandes à Dieulouard ; elle libéra à ce moment un régiment de renforcement d'infanterie ainsi qu'une compagnie blindée pour stabiliser la situation.
Après que la CCB eut traversé la Moselle dans le sud, les défenseurs allemands, trouvant une défense faible sur le terrain, firent retraite dans la forêt de Vitrimont à travers la rivière de la Meurthe. La CCB traversant la Meurthe à son tour le 14 septembre, les Allemands eurent peu de temps pour préparer leurs défenses dans le secteur et furent bientôt éliminés, la majeure partie d'entre eux retournant de nouveau à Lunéville. La réunion avec les unités de la CCA au canal de la Marne au Rhin cette nuit accomplit l'encerclement de Nancy.

## Assaut sur Nancy
L'assaut concentrique sur Nancy précipita la retraite allemande, celle-ci ayant déjà été autorisée le 13 septembre par le général Blaskowitz, le commandant en chef du groupe d'armées G.
Les 320e et 137e régiments d'infanterie US poussèrent hors de la tête de pont de Bayon, firent une avance oblique par rapport à la Meurthe et la traversèrent le soir du 14 septembre. Le 16 septembre, le 320e régiment d'infanterie avait franchi le canal de la Marne au Rhin tandis que le 137e d'infanterie avait poussé jusque dans les environs de Saint-Nicolas de Port. À ce stade, la résistance par la 553e Volksgrenadier Division durcit à nouveau et les deux régiments américains se retrouvèrent sous un feu nourri.
Le 14 septembre, le 319e régiment d'infanterie fut préparé pour avancer sur Nancy. Les renseignements fournis par trois membres des Forces françaises de l'intérieur (Marius Piant, René Guyot et son neveu Roger Guyot) informèrent les troupes américaines que les Allemands avaient évacué la forêt de Haye, évitant ainsi le bombardement de Nancy. Le 15 septembre, le 3e bataillon du 319e régiment d'infanterie entra à Nancy par la route de Toul (actuelle Avenue de la Libération) et poussa jusqu'à la banlieue est de la ville sans aucune opposition.